# Stazione di San Giorgio di Piano
Stazione di San Giorgio di Piano vasútállomás Olaszországban, San Giorgio di Piano településen.

## Vasútvonalak
Az állomást az alábbi vasútvonalak érintik:
- Padova–Bologna-vasútvonal

## Kapcsolódó állomások
A vasútállomáshoz az alábbi állomások vannak a legközelebb:
- Stazione di Funo Centergross
- Stazione di San Pietro in Casale